# برنارد تاپی
برنارد تاپی (انگلیسی: Bernard Tapie; زاده ۲۶ ژانویهٔ ۱۹۴۳ در پاریس – درگذشته ۳ اکتبر ۲۰۲۱ در پاریس / محل دفن: مارسی) بازیگر، تاجر، سیاستمدار، بازیگر سینما، مالک باشگاه‌های ورزشی ار جمله المپیک مارسی، و خواننده اهل فرانسه بود.
برنارد تاپی در مناطق کارگرنشین اطراف پاریس بزرگ شد. او کار خود را به عنوان خواننده آغاز کرد. پس از آن به رانندگی مسابقات اتومبیل‌رانی پرداخت. اما توانایی او در خرید کسب‌وکارهای ورشکسته و فروش آن‌ها بود.
برنارد تاپی با خرید باشگاه فوتبال المپیک مارسی به عنوان فردی ثروتمند شناخته شد. باشگاه المپیک مارسی در دوره‌ای که به او تعلق داشت به قهرمانی لیگ فوتبال فرانسه رسید. اما او به تبانی در مسابقات، متهم و قهرمانی از مارسی، گرفته و این تیم بعدها به دسته پایین‌تر فرستاده شد.(این اتهام فقط در لیگ یک فرانسه و در سال ۱۹۹۳ رخ داد و ربطی به اروپا نداشت.)
المپیک مارسی همچنین در دوران برنارد تاپی در ۱۹۹۳ با پیروزی مقابل آ.ث. میلان قهرمان فوتبال اروپا شد. برنارد تاپی همچنین یک تیم دوچرخه‌سواری را خرید که این تیم دو بار قهرمان تور دو فرانس شد. او همچنین مالک عمده سهام آدیداس بود و صاحب چندین روزنامه بود. اما با پیش آمدن مشکلات قانونی مانند تبانی در فوتبال و فرار مالیاتی در اواخر دهه ۱۹۹۰ ثروت خود را از دست داد و به زندان افتاد.
برنارد تاپی در دهه ۱۹۹۰ (میلادی) وزیر امور شهری فرانسه در دولت فرانسوا میتران شد و بعدا به عنوان یک عضو چپ‌گرا به عنوان نماینده پارلمان اروپا از مارسی برگزیده شد.
او در چهار سال پایانی زندگی خود به سرطان معده دچار بود.
برنارد تاپی از مهم ترین شخصیت های تاریخ المپیک مارسی به شمار می رود که به شدت در میان هواداران پر شور این تیم دارای محبوبیت است. او برای مارسی تمام افتخارات در دوران ریاست و مالکیت خود بدست آورد و باعث ارتقای نام مارسی شد. بعد از فوت برنارد تاپی؛ هواداران مارسی با راه پیمایی ها و نصب بنرهای مختلف در سطوح شهر مارسی و مقابل استادیوم ولودروم، یاد او را گرامی داشتند. 
بعد از چند ساعت؛ تابوت تاپی به شهر مارسی منتقل شد و تابوت او در زمین چمن ولودروم قرار داده شد و هزاران هوادار مارسی و باشگاه، به او احترام گذاشتند. روز صبح بعدی، مراسم تدفین تاپی در میان تجمع هزاران اهالی و هوادار مارسی انجام گرفت.
در اولین بازی رسمی خانگی مارسی بعد از درگذشت تاپی که مقابل لوریان انجام شد، بیش از 60 هزار هوادار مارسی در ولودروم حضور داشتند و با همراهی رسمی باشگاه چندین مراسم تجلیل و تشکر و احترام به تاپی انجام گرفت، تا باز هم یاد او را گرامی بدارند. جایگاه بلند پایه تاپی در تاریخ مارسی فراموش نخواهد شد.